# Leptonema simulans
Leptonema simulans är en nattsländeart som beskrevs av Martin E. Mosely 1933. Leptonema simulans ingår i släktet Leptonema och familjen ryssjenattsländor. Utöver nominatformen finns också underarten L. s. mayanum.